# Wind (meteorologie)

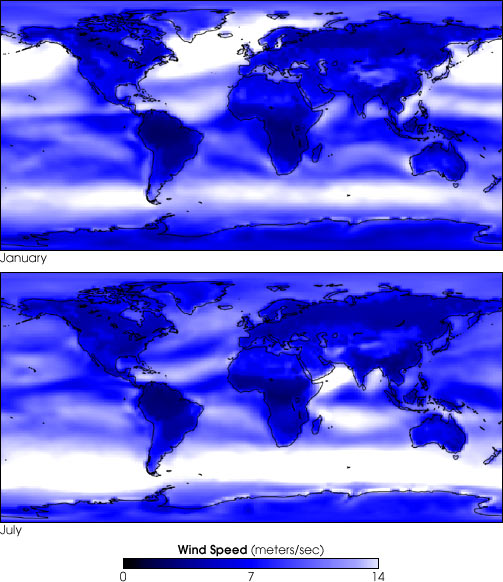
Gemiddelde windsnelheden in januari en juli (bron: NASA)

Wind is een natuurlijke luchtbeweging van de atmosfeer. Deze ontstaat door horizontale luchtdrukverschillen, waarna de kracht en richting worden beïnvloed door de draaiing van de aarde en eventueel de wrijving met het aardoppervlak.
De windsnelheid wordt in de meteorologie (weerkunde) uitgedrukt in een getal van de schaal van Beaufort, in meter per seconde (m/s) of, vooral in populaire weerberichten, in kilometer per uur (km/h). In de scheepvaart en luchtvaart wordt de windsnelheid aangegeven in knopen. Voor de windsnelheid worden ook wel de termen 'windkracht' of 'windsterkte' gebruikt, maar deze zijn formeel onjuist. De windsnelheid heeft veel effect op de gevoelstemperatuur die iemand ervaart. Bij harde wind en vorst noemt men dit verschijnsel windchill. De wind kan sterk variëren in snelheid. Als de wind kortstondig en snel toeneemt spreekt men van een windstoot of een (wind)vlaag.
De dominante windrichting over het aardoppervlak en de straalstromen hoger in de atmosfeer worden beschreven door drie zogenoemde circulatiecellen:
1. de polaire cellen, tussen de pool en de 60e breedtegraad
2. de Ferrelcellen, tussen 60e en 30e breedtegraad
3. de Hadleycellen, tussen 30e breedtegraad en de evenaar

De circulatiecellen geven aan wat de dominante windrichting (noord/zuid) is op een bepaalde breedtegraad en bepalen ook in welke zones meestal hoge- of lagedrukgebieden liggen. Hoewel dit een eenvoudig patroon lijkt, is de werkelijkheid ingewikkelder.
Door drukverschillen rond (vooral hoge) gebouwen ontstaat ook een hardere wind, vergelijkbaar met tocht.

## Ontstaan

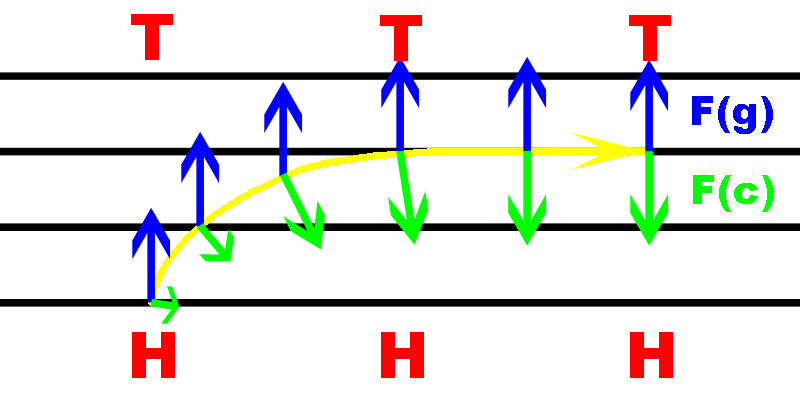
Verandering van de windrichting tot het geostrofisch evenwicht bereikt is

Door luchtdrukverschillen is er sprake van een drukgradiëntkracht en zal er een luchtstroming op gang komen van het hogedrukgebied naar het lagedrukgebied. De richting wordt daarnaast beïnvloed door allereerst het corioliseffect. Bij het aardoppervlak speelt ook de wrijvingskracht een rol.
Zodra lucht zich onder invloed van de gradiëntkracht in beweging zet, zal deze aanvankelijk recht van het hogedrukgebied naar het lagedrukgebied stromen, loodrecht op de isobaren. Onder invloed van de corioliskracht zal er volgens de wet van Buys Ballot op het noordelijk halfrond een afwijking naar rechts optreden, loodrecht op de bewegingsrichting. De baan van de hoeveelheid lucht wordt hierdoor naar rechts afgebogen. Als de windrichting uiteindelijk evenwijdig is aan de isobaren, dan is de corioliskracht gelijk aan de gradiëntkracht. Dit is de geostrofische wind.

## Gemiddelde wind in Nederland
In Nederland varieert het jaargemiddelde van de windsnelheid van ruim 8 km/h (2,2 m/s) in het binnenland tot 20 km/h (5,6 m/s) aan de kust. Door dat verschil is windenergie in de kustprovincies aantrekkelijker dan elders in het land. Van plaats tot plaats en van dag tot dag zijn er grote verschillen. De gemiddelde windrichting in Nederland is ongeveer zuidwest.
Gemiddeld waait in Nederland 2 à 3 uur na zonsopkomst de wind het zwakst en ongeveer 3 à 4 uur na de hoogste zonnestand het sterkst. Als er geen grote weersveranderingen op til zijn, wordt op een zomerdag rond 4 of 5 uur 's middags de sterkste wind verwacht. In de middag waait het dan gemiddeld 50% harder dan vroeg in de ochtend, maar in de namiddag neemt de wind meestal weer af.
Ook blijkt de wind 's avonds vaak iets te krimpen; dat is draaien tegen de richting van de wijzers van de klok (zie hierna). Dat betekent vaak dat de wind draait van noordwest in de ochtend naar zuidwest in de middag.

## Windmetingen
De wind wordt gemeten op een mast met een anemometer of windmeter. Dit instrument werd in 1846 geïntroduceerd door de Ierse astronoom Thomas Romney Robinson (1792-1882). De windrichting wordt bepaald met een windvaan.
Op voorschrift van de Wereld Meteorologische Organisatie worden windmeters op weerstations geplaatst op open terrein op een mast van 10 m hoogte. In een volgebouwd land als Nederland wordt het steeds moeilijker om geschikte meetlocaties te vinden. Om storende invloeden van gebouwen of bomen te beperken, worden de meters soms hoger geplaatst. Zo staat de windmeter in De Bilt op 20 meter hoogte. Met formules wordt de meting omgerekend naar 10 meter hoogte, zodat de gegevens vergelijkbaar zijn. Ook is er in de loop der jaren veel veranderd aan het meetnet, waardoor windgegevens uit de eerste helft van de 20e eeuw niet vergelijkbaar zijn met die van latere datum. Tegenwoordig geven automatische weerstations continu (digitaal) informatie over de wind.
Zo kan het KNMI nauwkeurig bepalen hoe hard het heeft gewaaid. De wind wordt bepaald over perioden van 10 minuten. Wanneer in het weerbericht wordt gesproken over windkracht 8 (op de schaal van Beaufort) dan wordt verwacht dat de windsnelheid gedurende 10 minuten gemiddeld tussen 17,2 en 20,7 m/s (62–74 km/h) ligt. Zo hoort bij elk van de dertien klassenummers volgens de schaal van Beaufort een gemiddelde. In de scheepvaart en luchtvaart wordt de windsnelheid aangegeven in knopen: één knoop komt overeen met 0,5144 m/s. Actuele informatie bij storm gaat over het tienminutengemiddelde of kortdurende windstoten. Gegevens die tijdens een storm worden gemeld, zijn voorlopig; achteraf moeten vaak correcties worden toegepast. Wanneer een windstoot bijvoorbeeld sterk afwijkt van het gemiddelde, wordt de waarde als verdacht gekenmerkt en nader onderzocht.
Voor klimatologische statistieken en vergelijking van stormen wordt gebruikgemaakt van uurgemiddelden. Klimatologen spreken van een zware storm wanneer de windsnelheid ergens boven land een uurgemiddelde haalt van windkracht 10, dat wil zeggen tussen 24,5 en 28,4 m/s (89–102 km/h). Ligt de windsnelheid gedurende een uur gemiddeld tussen 28,5 en 32,6 m/s (103–117 km/h), dan wordt de storm achteraf geboekt als een zeer zware storm en boven 32,6 m/s (118 km/h) als orkaan.
Wind is eigenlijk te vergelijken met water: het stroomt van een hogedrukgebied naar een lagedrukgebied. Door de draaiing van de aarde gaat de wind ook nog via allerlei omwegen naar dat lagedrukgebied.

## Windrichting en windstreken
De begrippen noord, zuid, oost en west hangen samen met de draaiing van de aarde en de ligging van de Noord- en Zuidpool. De belangrijkste toepassing van deze "windstreken" is vanouds om aan te duiden uit welke richting de wind waait. Daarom heet het onderdeel van het kompas waarop de richting wordt afgelezen een "windroos".
Een verandering van windrichting betekent vaak een verandering van het weer. Zeker in Nederland en België, waar het veel uitmaakt of de wind vanaf het droge vasteland van Europa waait of over de vochtige Noordzee wordt aangevoerd. Een lagedrukgebied dat een westen-, zuidwesten- of noordwestenwind met zich meebrengt, zal vaak ook regen met zich meebrengen. Komt de wind (in de winter) van een lagedrukgebied uit het oosten of noordoosten, dan zal er vaak sneeuw worden meegebracht.
Oosten-, zuidoosten- en zuidenwind zijn droge en in de zomer hete en in de winter koude winden. Zuidenwind brengt ook vaak warme lucht uit Zuid-Europa met zich mee, een noordenwind koudere poollucht.

## Ruimende en krimpende wind
Van oudsher is een "ruimende" wind een wind die draait met de schijnbare beweging van de zon mee. Vaak hangt het ruimen van de wind samen met de komst van een hogedrukgebied en dus gunstiger weer. Omgekeerd heet een draaiing tegen de beweging van de zon in "krimpend". Meestal nadert dan een depressie met ongunstig weer. "Een krimper is een stinker", zegt men.
Tegenwoordig wordt ruimen veelal gedefinieerd als "draaien van de wind met de klok mee" en krimpen als "tegen de klok in". Deze definities gebruikt men ook op het zuidelijk halfrond. Omdat daar de draaiing van de wind rondom een hoge- of lagedrukgebied tegengesteld is aan de draaiing op het noordelijk halfrond, is op het zuidelijk halfrond de koppeling tussen ruimen en krimpen en een weersverandering precies andersom.
De oorspronkelijke benamingen komen volgens het Instituut van Nederlandse Lexicologie in Leiden uit de scheepvaart. Het Zeemans woordenboek van Twent uit 1813 omschrijft krimpen als draaiing tegen de zon in. Woordenboeken aan het eind van de 19e eeuw komen met specifiekere betekenissen. Zo geeft Van Dale in 1914 als voorbeeld van ruimen: "het lopen door het westen naar het noorden, de wind gaat ruimen, we krijgen beter weer".

## Wind en golven
Als de wind over het water waait, is de situatie gecompliceerd. Eerst ontstaan er korte golfjes door instabiliteit van de stroming. Deze korte golfjes wekken langere golven op, die verdergroeien onder invloed van de wind. Dit proces kan zich op zee over grote afstand voortzetten, waarbij uiteindelijk lange - en hoge - golven ontstaan, zeegang, niet te verwarren met deining. Als de golven te steil worden, breken ze. Hierdoor bestaat er, bij gegeven windsnelheid, een maximale golfhoogte. Bij een windsnelheid van 10 m/s wordt dat maximum pas bereikt nadat de golven over een afstand van honderden kilometers de invloed van de wind hebben ondergaan.
In Nederland wordt vooral bij een noordwesterstorm de zee het meest opgestuwd door de wind. Nederland wordt goed beschermd tegen de hoge waterstand en golven bij een storm. Door de constructie van de Deltawerken na de watersnood van 1953 is Nederland veilig geworden.

## Windwaarschuwing
Te harde wind kan het maatschappelijk leven sterk ontwrichten. Daarom is het van belang om windwaarschuwingen tijdig kenbaar te maken. Het KNMI geeft een stormwaarschuwing als in één of meer districten een windkracht 6 of meer wordt verwacht.
Christophorus Buys Ballot ontwikkelde de aeroclinoscoop, een seintoestel om scheepvaart vanaf de wal te waarschuwen. Het was een seintoestel met een dwarsbalk op een hoge paal. De stand van de dwarsbalk was een maat voor het luchtdrukverschil tussen Oost- en West-Nederland. Hoe schuiner de stand, hoe groter het luchtdrukverschil en daarmee de (verwachte) windsterkte.
Van zijwind of dwarswind wordt gesproken als de wind van opzij komt bij een zich bewegend object, zoals een vervoermiddel.

## Bijzondere wind
In andere landen bestaan bijzondere windcondities die een eigen naam hebben gekregen:
- Barber - noordelijke wind uit de Saint Lawrencebaai
- Bora - noordoostelijke wind vanuit Oost-Europa naar Italië
- Buran - noordoostelijke wind die over Siberië en andere delen van Rusland en Centraal-Azië waait
- Chamsin - droge, hete zuidelijke wind die woestijnzand meevoert in Egypte en de Levant
- Chinook - westelijke wind vanuit de Rocky Mountains
- Etesian - noordwestelijke wind vanuit Griekenland
- Föhn - warme, droge wind die vaak aan de noordzijde van de Alpen waait
- Galerne - koude, vochtige wind vanaf de oceaan vanuit het noordwesten in de Golf van Biskaje
- Ghibli - zuidelijke wind in Libië
- Gregale - noordoostelijke wind vanuit Griekenland
- Harmattan - droge, stoffige wind ten zuiden van de Sahara in de richting van de Golf van Guinee tussen november en maart
- Marin - zuidoostelijke wind vanaf de Middellandse richting Frankrijk
- Levanter - oostelijke wind over Gibraltar
- Libeccio - zuidwestelijke wind richting Italië
- Meltemi - noordoostelijke wind vanuit Griekenland
- Mistral - noordwestelijke wind vanuit Midden-Frankrijk richting Middellandse Zee
- Moesson - zeer vochtige zeewind die in de regentijd voorkomt in tropische gebieden
- El Pampero - westelijke of zuidwestelijke wind die gevormd wordt in Antarctica en stroomt naar de pampa's van Patagonië door naar noordelijk Argentinië en Uruguay, en zo naar Paraguay
- Passaat - oostelijke wind over het tropische deel van de Stille Oceaan
- Poniente - noordwestelijke wind over Gibraltar
- Samoem - hete, droge wind die woestijnzand meevoert
- Santa Ana - een warme, droge wind in Californië vanuit de Rocky Mountains en de Sierra Nevada
- Sirocco - zuidelijke wind vanuit Afrika naar Europa (Frankrijk)
- Soechovej - droge, hete wind met een lage relatieve luchtvochtigheid die voorkomt in steppegebieden, halfwoestijnen en woestijnen
- Tramontana - droge, koude en sterke wind in de landstreek Occitanië
- Terral - droge, hete noordenwind uit de binnenlanden van Spanje
- Vendaval - zuidwestelijke wind over Gibraltar

Algemeen wordt ook weleens over aflandige wind gesproken. Dit is wind die van het land in zee waait. Als de wind van de zee richting land waait, spreekt men over aanlandige wind.

## Gebruik van wind
De wind wordt al sinds mensenheugenis gebruikt om te zeilen, voor windmolens en tegenwoordig voor het opwekken van elektriciteit.
Het vermogen van de wind is evenredig met de derde macht van de windsnelheid.
Dit is als volgt af te leiden.
Door een oppervlak {\displaystyle A} stroomt in een tijd {\displaystyle t} een volume lucht {\displaystyle V} met snelheid {\displaystyle v}:
{\displaystyle V={Avt}}
De massa van deze lucht is {\displaystyle m=\rho V}; hierbij is {\displaystyle \rho } de luchtdichtheid. De kinetische energie ervan is:
{\displaystyle E_{\text{kin}}={1 \over 2}m\cdot v^{2}={1 \over 2}\rho At\cdot v^{3}}
Voor het vermogen van de wind geldt:
{\displaystyle P_{\text{Wind}}={dE_{\text{kin}} \over dt}={1 \over 2}\rho A\cdot v^{3}}
Een windmolen kan echter niet alle kinetische energie opnemen, want de passerende lucht moet ook nog kunnen wegstromen.
Het maximaal aan de wind te onttrekken vermogen is daarom ongeveer 60% van het volle vermogen van de wind (zie Wet van Betz).

## Wind in de geschiedenis
In zijn Metamorfosen schreef de Romeinse dichter Ovidius in een passage over het ontstaan van de wereld:
De wereldarchitect liet de winden niet allemaal uit dezelfde richting waaien maar liet hen blazen naar verschillende kanten. Door hun ongetemde kracht en hun onderlinge ruzies konden ze overal grote schade veroorzaken. Euros, de oostenwind, woei vanuit Arabië en Perzië, landen waar de bergen schitteren in het ochtendlicht; Zephyrus, de zachte westenwind, blies vanuit het land waar het strand zich verwarmt aan het dalend zonlicht. Boreas, de ruwe noordenwind, woei uit de kille noordelijke contreien; Auster, de zuidenwind, veroorzaakte niets dan donkere wolken en regen. (Metamorphoses I, 57-66)
Deze vier winden waren in de Griekse mythologie het belangrijkst, maar er waren acht winden vertegenwoordigd. Deze zijn terug te vinden op de Toren van de winden in Athene, Griekenland. Ze werden overgenomen in de Romeinse mythologie.
| Wind            | Griekse benaming | Metamorfosen van Ovidius | Latijnse benaming      |
| --------------- | ---------------- | ------------------------ | ---------------------- |
| Noordenwind     | Boreas           | Boreas                   | Aquilo                 |
| Oostenwind      | Euros            | Euros                    | Eurus                  |
| Zuidenwind      | Notos            | Auster                   | Auster                 |
| Westenwind      | Zephyros         | Zephyrus                 | Favonius               |
| Noordoostenwind | Kaikias          |                          | Caurus of Corus        |
| Zuidoostenwind  | Apeliotes        |                          | Volturnus              |
| Zuidwestenwind  | Lips             |                          | Africus or Afer ventus |
| Noordwestenwind | Skiron           |                          | Thrascius              |

Plinius beschreef aan het begin van onze jaartelling de beste methode om van de Golf van Aden naar India te zeilen en weer terug. De heenreis werd in 40 dagen gevaren met de Hippalus, de zuidwestmoesson. De terugreis werd begonnen bij het aanbreken van de Tybis, de Egyptische decembermaand. De Vulturus, een wind uit zuidzuidoost was voor de terugreis.
Tot aan de 16e eeuw kregen windrichtingen Latijnse namen: Septentrionalis (noord), Orientalis (oost), Meridonalis (zuid) en Occidentalis (west). De namen zijn nog te vinden op onder meer het Sint-Pietersplein in Rome. Rond 1600 begon men de wind op te tekenen in scheepsjournalen.
De Vereenigde Oostindische Compagnie leverde in de 17e en 18e eeuw, toen er nog geen windsnelheidsinstrumenten bestonden, een schat aan gegevens. De windkracht werd onder meer geschat op basis van geluiden (fluitende wind) en de zeilvoering van schepen. De zeeman keek natuurlijk ook naar het uiterlijk van de zee (golven) of het buiswater. Uit die jaren stammen aanduidingen als bramzeilskoelte (matige wind), haak en kaak (buien met windstoten) en huiken en guiten (harde wind). Een winddraaiing met windtoename werd uitschot genoemd. "Vóór de wind" is wind recht van achteren; "op de wind" is wind recht van voren.
Uit beschrijvingen van de bijstaande zeilen van een schip kan een schatting worden gemaakt van de windkracht, zoals die beschreven is in de schaal van Beaufort. In 1838 werd de schaal van deze admiraal officieel ingevoerd bij de Engelse marine, maar pas in 1873 werd de indeling internationaal bekend.

## Wind in de taal

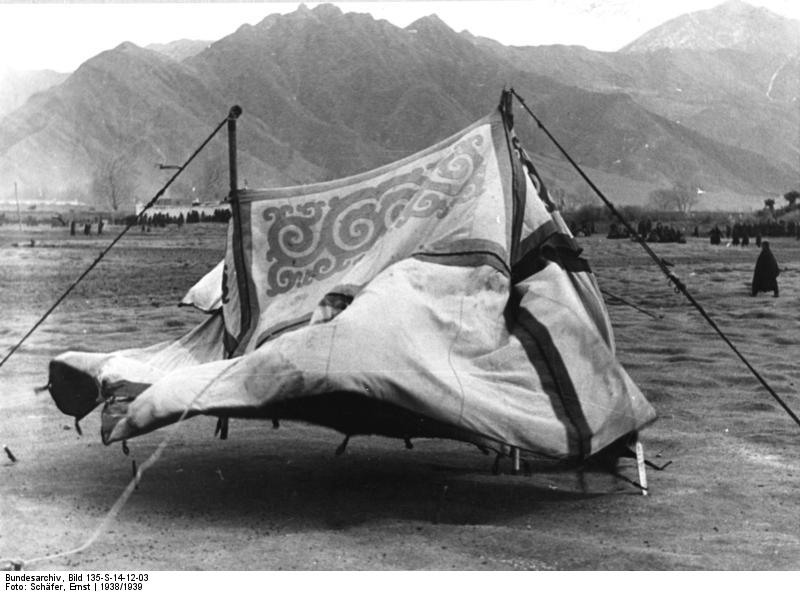
Een tent in de wind

De Nederlandse taal kent een aantal woorden voor wind, zoals zuchtje, bries, storm, noordooster, zuidwester en orkaan. Het Nederlands kent echter vooral veel spreekwoorden en uitdrukkingen met wind. Enkele daarvan zijn:
- Met alle winden meewaaien (geen mening hebben, maar met de heersende opinie meegaan)
- Zoals de wind waait, waait zijn jasje (of waait haar rokje); idem
- De huik naar de wind hangen; idem
- In weer en wind (altijd naar buiten gaan, ook als het slecht weer is)
- Waait de wind uit die hoek (o, zit het zo in elkaar)
- Het gaat hem voor de wind (hij heeft het goed)
- Iemand de wind uit de zeilen nemen (voor hem gaan varen, hem voor zijn)
- Er is een nieuwe wind gaan waaien (er is bijvoorbeeld een nieuwe directie aangetreden die het anders gaat doen, of een nieuw kabinet geïnstalleerd)
- Een waarschuwing in de wind slaan (een waarschuwing negeren)
- De wind eronder hebben (goed de baas spelen)
- Wie wind zaait, zal storm oogsten (uit Hosea 8:7. Wie onrust zaait, zal er zelf het slachtoffer van worden)
- De wind van voren krijgen (onder druk staan naar aanleiding van een onjuiste daad of expliciete stellingname)
- Van de wind kan je niet leven (je moet toch geld verdienen)
- Een windbuil (opschepper), inwoners van Hengelo en Bladel worden in de volksmond ook windbuilen genoemd.
- Windei
- Windhandel (handel in "gebakken lucht" (2003), handel in zaken die eigenlijk niets waard zijn)
- Stilte voor de storm (in figuurlijke zin de stilte die heerst voordat er tumult uitbreekt)
- Een storm in een glas water (een hoop heisa om niets)
- De stormen des levens (de heftige gebeurtenissen die tijdens een mensenleven voorkomen)
- De storm bezweren (met spreuken tot rust brengen, figuurlijk: de mensen tot rust brengen)
- De schrijver Leonhard Huizinga schreef als onderdeel van zijn reeks over Adriaan en Olivier het "lied der winden", waarin alle winden als een grote machtige familie worden beschreven.
- Pierewaaien (feestvieren, uitgaan)
- Wind in de volksweerkunde:
  - Zuidwest regennest
  - Wind in de nacht opgestaan brengt regen aan
  - Wind in de nacht, regen in de gracht
- Ten slotte speelt wind ook nog een rol in de vorming van het landschap. Duinen zijn door de wind gevormd en wind kan ook rotsformaties eroderen.